# Convention ferroviaire à quatre
La Convention ferroviaire à quatre est un accord international conclu le 9 mai 1883 régissant les liaisons ferroviaires entre l'Autriche-Hongrie, la Serbie, la Bulgarie et l'Empire ottoman, afin de faciliter la construction de la ligne de l'Orient-Express, première liaison internationale régulière, et sa circulation entre Vienne et Constantinople.

## Contexte

### Pressions contradictoires
Depuis le milieu du XIXe siècle, les projets d'édification d'un réseau ferroviaire ottoman sont nombreux et divisent non seulement les responsables ottomans, mais également les États européens.
Ainsi, le gouvernement ottoman est divisé sur l'opportunité d'établir une liaison ferrée directe entre Budapest, et au-delà avec les autres capitales européennes, et Constantinople, sa capitale ; certains se montrent hostiles à toute construction de ligne reliée au réseau occidental, souhaitant simplement la construction de lignes intérieures pour des raisons politiques, d'autres estiment indispensable relier la capitale à l'Europe et d'en faire un outil au service du maintien de l'empire ottoman. Ainsi, face à l'entreprenante politique menée par le gouvernement serbe, autonome depuis 1832, le gouvernement ottoman souhaite empêcher la construction d'un chemin de fer passant par Belgrade et propose deux tracés, évitant soigneusement la Serbie ou plaçant la portion construite sur le territoire serbe sous son strict contrôle.
Les Grandes puissances sont également divisées sur la question de l'édification d'une ligne reliant Vienne et Constantinople. Les britanniques proposent des projets de tracés reliant Salonique à Varna ou Scutari à la Mer Noire et des projets de canaux de grande ampleur, notamment dans la vallée du Vardar ; le Reich impérial et la double monarchie, méfiants à l'égard de la Serbie, soutiennent les projets ottomans visant à éviter le territoire serbe, en dépit de divergences sur le tracé de la ligne entre Autrichiens et Hongrois.

### Le traité de Berlin
À la suite de guerre russo-turque de 1877, l'empire ottoman se voit imposer un recul territorial important, tout en mettant en place une internationalisation du tracé et de la construction de la ligne reliant Constantinople à l'Europe : la Serbie et la Bulgarie doivent honorer les engagements ottomans en matière ferroviaire sur l'ensemble de leur territoire, l'empire ottoman conservant ses obligations en Roumélie.
Dans le même temps, l'abandon de la Serbie par la Russie pousse le gouvernement serbe dans les bras de la double monarchie : le 8 juillet 1878,  à la suite d'un accord avec la Serbie, la diplomatie austro-hongroise prend en charge les intérêts serbes à Berlin, moyennant notamment la construction de lignes de chemin de fer reliant l'ensemble du territoire serbe à la double monarchie.

### Influence austro-hongroise
Une fois ces principes actés, une convention bilatérale austro-serbe est signée le 9 avril 1880, plaçant définitivement la Serbie sous tutelle austro-hongroise dans le domaine ferroviaire. 
Dans ce cadre, le caractère international de ligne est acté par la Serbie, qui doit élaborer avec la double monarchie un tarif commun. Enfin, le point de contact entre les réseaux ferroviaires austro-hongrois et serbe est fixé à Belgrade
Une fois la Serbie totalement sous tutelle ferroviaire de la double monarchie, Les diplomates austro-hongrois imposent à la Bulgarie et à l'empire ottoman la signature d'une convention complétant et étendant les résultats obtenus avec la Serbie.

## Clauses de la convention

### Établissement du tracé de nouvelles lignes dans les Balkans
Les quatre signataires s'engagent à réaliser rapidement, avant le 15 octobre 1886, les lignes destinées à relier directement Vienne et Constantinople.

### Standardisation
Les négociateurs austro-hongrois imposent à leurs partenaires les normes austro-hongroises en matière de chemin de fer, permettant la livraison de matériel ferroviaire austro-hongrois et allemand aux signataires. 
Ainsi, l'écartement international de 1,436 mètre est adopté dans la convention. 
De plus, le règlement des chemins de fer austro-hongrois est adopté pour la gestion et l'exploitation des lignes planifiées par la convention.

## Un moyen au service de laMitteleuropa

### Un accord protectionniste
Quelques années après le déclenchement de la crise économique, en 1873, l'ensemble des pays européens remettent en cause leur politique de libre-échange et privilégient des choix protectionnistes. 
Ainsi, la mise en place d'un système ferroviaire unifié sous tutelle austro-hongroise permet aux industriels austro-hongrois de disposer d'un marché captif ; cependant, ce marché est également l'objet des appétits de leurs homologues allemands, premiers fournisseurs étrangers de l'industrie métallurgique et mécanique austro-hongroise. 

### Le chemin de fer, vecteur d'influence allemande
Dans ce cadre, l'établissement d'une liaison ferroviaire directe entre le Reich et Constantinople de l'autre, contribuent à renforcer l'influence politique et économique allemande dans l'empire ottoman ; en effet, cette liaison facilite les échanges commerciaux entre les deux empires, les Allemands s'érigeant en partenaire commercial incontournable de l'empire osmanli.

## Devenir de la convention
Le recul territorial ottoman consécutif à la Première Guerre balkanique ne remet pas en cause la convention. 

### Immixtions allemandes
Durant toute la période précédant le déclenchement de la Première Guerre mondiale, le Reich multiplie les initiatives pour parvenir à s'immiscer dans les Balkans par le biais d'une participation allemande aux échanges entre les quatre signataires de cette convention.
Ainsi, durant l'automne 1917, la négociation d'un tarif douanier entre le Reich et la double monarchie fournit aux négociateurs allemands une nouvelle occasion de tenter de s'intégrer à cette convention quadripartite. En effet l'essentiel du commerce extérieur du Reich à destination des Balkans et de l'Empire ottoman transitant par la double monarchie, les négociateurs allemands tentent de faire accepter par leurs homologues austro-hongrois l'intégration du Reich à la convention, sans succès.

### Abrogation
Les traités de paix signés à Saint-Germain-en-Laye, à Trianon à Neuilly et à Sèvres obligent trois des quatre signataires, l'Autriche, la Hongrie, la Bulgarie et l'empire ottoman à se retirer de la convention ; ces retraits successifs, sans abroger formellement la convention, remettent en cause son caractère opérationnel.